# Słodkie kłamstewka
Słodkie kłamstewka (ang. Pretty Little Liars) – amerykański serial dramatyczny na podstawie serii książek o tym samym tytule, opowiadający historię pięciu dziewczyn – Arii, Spencer, Hanny oraz Emily i Alison – których przyjaźń skończyła się po zaginięciu „królowej” ich paczki – Alison. Rok później cała czwórka zaczyna dostawać wiadomości od kogoś, kto podpisuje się „A”. Osoba ta grozi, że zdradzi wszystkie ich sekrety, a nawet te, o których wiedzieć mogła tylko Alison. Serial emitowany jest dla młodzieży powyżej 9 lat.
Serial zadebiutował 8 czerwca 2010 na kanale ABC Family (aktualnie Freeform). Początkowo powstało 10 odcinków, jednak po ogromnym sukcesie, stacja zamówiła dodatkowe 12 dla sezonu pierwszego; miały one premierę 3 stycznia 2011. Drugi sezon produkcji rozpoczął się 14 czerwca 2011. Trzeci sezon produkcji rozpoczął się 5 czerwca 2012. Czwarty sezon produkcji rozpoczął się 11 czerwca 2013. Piąty sezon produkcji rozpoczął się 10 czerwca 2014. Sezon siódmy zadebiutował 21 czerwca 2016.

## Fabuła
Rosewood to małe miasteczko – nikt nie podejrzewał, że kryje ono tak wiele tajemnic. Te najgorsze należą do grupy najładniejszej dziewczyny w mieście – Alison. Członkiniami są: Aria, Spencer, Hanna i Emily. Alison, liderka grupy, zniknęła w tajemniczych okolicznościach, a reszta dziewcząt przysięgła, że nigdy nie wyjawią co tak naprawdę się wtedy stało. Sekret miał zacieśnić ich więzi, jednak staje się odwrotnie. Po roku, dziewczyny zaczynają dostawać wiadomości od „A” zawierające informacje, o których wiedziała tylko Alison. Jest to tym bardziej przerażające, że pierwszą wiadomość SMS otrzymały w dniu pogrzebu Alison. Ktokolwiek wysyła wiadomości, zdaje się znać wszystkie ich sekrety, prześladuje je i obserwuje każdy ich ruch.

## Obsada

### „Kłamczuchy”
- Sasha Pieterse jako Alison „Ali” DiLaurentis/Vivian Darkbloom – przywódczyni grupy, zaginęła 1 września 2009, rok przed rozpoczęciem serialu. Była najbardziej szanowaną i najpopularniejszą dziewczyną w szkole: wszystkie dziewczyny chciały nią być, a wszyscy chłopcy chcieli z nią spotykać. Oprócz tego prześladowała, jak uważała, „gorszych od siebie”. Przez nauczycieli uznawana za wzorową uczennicę. Znała sekrety swoich przyjaciółek i często wykorzystywała je przeciwko nim dla własnych celów lub z nudów. Była bardzo czarująca i potrafiła dobrze manipulować ludźmi – wielu mieszkańców Rosewood nienawidziło jej, ponieważ często zdarzało jej się ich szantażować. Również była prześladowana przez „A”. Stworzyła alterego aby dowiedzieć się kim dana osoba jest. Serial skupia się na tajemnicy jej domniemanego morderstwa. Często występuje we flashbackach lub halucynacjach dziewczyn.
- Lucy Hale jako Aria Montgomery (Współczująca) – artystka, mieszkała w Rosewood w dzieciństwie, później przeprowadziła się na Islandię, następnie wróciła do Rosewood. Jej największym sekretem było przyłapanie ojca zdradzającego jej matkę ze studentką. Aria zdecydowała się to ukrywać dla dobra rodziny, nie chciała aby jej rodzina się rozpadła. Kiedy wróciła do Rosewood na początku września poznaje Ezrę, w którym zakochuje się, jednak on okazuje się nowym nauczycielem Arii.
- Troian Bellisario jako Spencer „Spence” Hastings (Mądra) – najmądrzejsza dziewczyna w grupie. Perfekcjonistka, która cały czas próbuje dorównać swojej „perfekcyjnej” starszej siostrze i zadowolić wymagających rodziców, którzy są prawnikami. Jako jedyna potrafiła postawić się Alison. Jej sekretem było to, że całowała się kiedyś z chłopakiem siostry – Ianem, co powtarza także z jej narzeczonym – Wrenem. Za szybko podejmuje decyzje, które często prowadzą do nieporozumień i kłótni. Może się wydawać zaborcza, co wynika z jej troski o przyjaciółki. Spotyka się z Tobym Cavanaugh.
- Ashley Benson jako Hanna „Han” Marin (Godna podziwu) – zafascynowana modą bulimiczka. Ze względu na swoją wagę była częstym celem żartów Alison, którą traktowała jak swoją idolkę. Po jej zaginięciu staje się nową najpopularniejszą dziewczyną w szkole. Jej największym sekretem było zmuszanie się do wymiotów by schudnąć, a stres związany z rozwodem rodziców odreagowywała poprzez shoplifting. Boi się odrzucenia, jest bardzo lojalna wobec przyjaciół i matki, z którą łączą ją bardzo dobre relacje – obie zrobiłyby dla siebie wszystko. Jej najlepszą przyjaciółką poza „Kłamczuchami” była Mona Vanderwaal. Jej chłopakiem jest Caleb Rivers.
- Shay Mitchell jako Emily „Em” Fields (Lojalna) – utalentowana pływaczka z konserwatywnej rodziny, homoseksualistka, która początkowo wstydziła się swojej orientacji seksualnej i był to jej największy sekret. Miłość do Alison była jej kolejnym sekretem. Jest jedynaczką, jej rodzice nie są zbyt bogaci, a ojciec pracuje w wojsku. Przez „A” zaprzepaściła szansę na zdobycie pływackiego stypendium. Jest bardzo miła i uczynna, stara się nie oceniać po pozorach i w każdym szuka dobra. Jej najlepszym przyjacielem spoza „Kłamczuch” jest Toby Cavanaugh. Jej dziewczyną była Maya St.Germain, która zginęła. Kolejną dziewczyną była Paige McCullers. Początkowo cicha i nieśmiała, dzięki „A” staje się bardziej pewna siebie i odważna.

### „A”
- „A” – Główny antagonista całego serialu, który zna sekrety głównych bohaterek i prześladuje je. „A” wydaje się wszechobecny i wszechwiedzący – nic nie ucieka jego uwadze. Wydaje się wiedzieć, kto zabił Alison i często podsuwa „Kłamczuchom” wskazówki, jednak są one zwykle bardzo niedokładne i mylące. Członkowie „A”-Teamu noszą czarne bluzy z kapturem i skórzane rękawice, by nie zostawiać śladów. „A” to Charles DiLaurentis – brat Alison, który przeszedł korektę płci i od tamtego momentu nazywał się Charlotte DiLaurentis (znana też jako Cece Drake).

### Rodzice
- Holly Marie Combs jako Ella Jane Montgomery (z domu: Rose), matka Arii
- Chad Lowe jako Byron Montgomery, ojciec Arii
- Laura Leighton jako Ashley Marin, matka Hanny
- Roark Critchlow jako Thomas „Tom” Marin, ojciec Hanny
- Nia Peeples jako Pam Fields, matka Emily
- Eric Steinberg jako Wayne Fields, ojciec Emily
- Lesley Fera jako Veronica Hastings, adopcyjna matka Spencer
- Nolan North jako Peter Hastings, ojciec Spencer
- Andrea Parker jako Jessica DiLaurentis, matka Alison
- Jim Abele jako Kenneth DiLaurentis, ojciec Alison
- Andrea Parker jako Mary Drake, biologiczna matka Spencer, Charlotte i Alex

### Bohaterowie drugoplanowi
- Ian Harding jako Ezra Fitz (ur. jako Ezra Fitzgerald)
- Tyler Blackburn jako Caleb Rivers
- Bianca Lawson jako Maya Anne St.Germain
- Keegan Allen jako Toby Cavanaugh
- Tammin Sursok jako Jenna Marshall
- Lindsey Shaw jako Paige McCullers
- Torrey DeVitto jako Melissa Hastings
- Ryan Merriman jako Ian Thomas
- Drew Van Acker jako Jason DiLaurentis
- Brant Daugherty jako Noel Kahn
- Julian Morris jako Wren Kingston
- Brendan Robinson jako Lucas Gottesman
- Yani Gellman jako Garrett Reynolds
- Bryce Johnson jako det. Darren Wilden
- Vanessa Ray jako CeCe Drake and Charlotte DiLaurentis
- Natalie Hall jako Kate Randall
- Chuck Hittiger jako Sean Ackard
- Cody Allen Christian jako Mike Montgomery
- Sean Faris jako det. Gabriel Holbrook
- Roma Maffia jako Linda Tanner
- Amanda Schull jako Meredith Sorenson
- Larisa Oleynik jako Maggie Cutler
- Paloma Guzman jako Jackie Molina
- Troian Bellisario jako Alex Drake, siostra bliźniaczka Spencer
- Annabeth Gish jako dr Anne Sullivan
- Sterling Sulieman jako Nathan „Nate” St.Germain
- Shane Coffey jako Holden Strauss
- Teo Briones jako Malcolm Cutler
- Edward Kerr jako Ted Wilson
- Diego González jako Alex Santiago
- Claire Holt jako Samara Cook
- Aeriel Miranda jako Shana
- Gregg Sulkin jako Wesley „Wes” Fitzgerald
- Ryan Guzman jako Jake

## Odcinki
| Seria | Odcinki | Premiera serii  | Finał serii     | Premiera serii   | Finał serii          |
| ----- | ------- | --------------- | --------------- | ---------------- | -------------------- |
| 1     | 22      | 8 czerwca 2010  | 21 marca 2011   | 16 lipca 2011    | 25 września 2011     |
| 2     | 25      | 14 czerwca 2011 | 19 marca 2012   | 2 sierpnia 2012  | 25 października 2012 |
| 3     | 24      | 5 czerwca 2012  | 19 marca 2013   | 19 września 2013 | 12 grudnia 2013      |
| 4     | 24      | 11 czerwca 2013 | 18 marca 2014   | limitowany       | nieemitowany         |
| 5     | 25      | 10 czerwca 2014 | 24 marca 2015   | nieemitowany     | nieemitowany         |
| 6     | 20      | 2 czerwca 2015  | 15 marca 2016   | nieemitowany     | nieemitowany         |
| 7     | 21      | 21 czerwca 2016 | 27 czerwca 2017 | nieemitowany     | nieemitowany         |

## Nagrody i nominacje
W sumie: 15 wygranych i 23 nominacji.
- 2010: Teen Choice Awards – Choice Summer TV Show – wygrana
- 2010: Teen Choice Awards – Choice Summer TV Star Female (Lucy Hale) – wygrana
- 2010: Teen Choice Awards – Choice Summer TV Star Male (Ian Harding) – wygrana
- 2010: People’s Choice Award – TV Obsession – nominowany
- 2011: Teen Choice Awards – Choice Summer TV Show – wygrana
- 2011: Teen Choice Awards – Choice Summer TV Star Female (Troian Bellisario) – nominowany
- 2011: Teen Choice Awards – Choice Summer TV Star Female (Lucy Hale) – wygrana
- 2011: Teen Choice Awards – Choice Summer TV Star Male (Keegan Allen) – nominowany
- 2011: Teen Choice Awards – Choice Summer TV Star Male (Ian Harding) – wygrana
- 2011: Banff Television Festival – Best Continuing Series – wygrana
- 2012: People’s Choice Award – Favorite Cable TV Drama – wygrana
- 2012: Gay and Lesbian Entertainment Critics Association – Outstanding Drama Series – nominacja
- 2012: Teen Choice Awards – Choice TV Show: Drama – wygrana
- 2012: Teen Choice Awards – Choice TV Actor (Ian Harding) – wygrana
- 2012: Teen Choice Awards – Choice TV Actress (Lucy Hale) – wygrana
- 2012: Teen Choice Awards – Choice TV Villain (Janel Parrish) – wygrana
- 2012: Teen Choice Awards – Choice Summer TV Star: Female (Troian Bellisario) – wygrana
- 2012: Do Something! Awards – TV Show – nominacja
- 2013: People’s Choice Award – Favorite Cable TV Drama – wygrana
- 2013: People’s Choice Award – Favorite TV Fan Following (Little Liars) – nominacja
- 2014: People’s Choice Awards – Favorite Cable TV Drama – nominacja
- 2014: People’s Choice Awards – Favorite Cable TV Actress (Lucy Hale) – wygrana
- 2014: Teen Choice Awards – Ulubiony serial dramatyczny – wygrana
- 2014: Teen Choice Awards – Ulubiona aktorka w serialu dramatycznym (Lucy Hale) – wygrana
- 2014: Teen Choice Awards – Ulubiona aktorka w serialu dramatycznym (Troian Bellisario) – nominacja
- 2014: Teen Choice Awards – Ulubiony aktor w serialu dramatycznym (Ian Harding) – wygrana
- 2014: Teen Choice Awards – Ulubiony aktor w serialu dramatycznym (Keegan Allen) – nominacja
- 2014: Teen Choice Awards – Telewizyjna aktorka lata (Ashley Benson) – wygrana
- 2014: Teen Choice Awadrs – Telewizyjna aktorka lata (Shay Mitchell) – nominacja
- 2014: Teen Choice Awards – Telewizyjny aktor lata (Tyler Blackburn) – wygrana
- 2014: Teen Choice Awards – Telewizyjny przełomowy żeński występ aktorski (Sasha Pieterse) – wygrana
- 2014: Teen Choice Awards – Ulubiony czarny charakter telewizyjny (Janel Parrish) – nominacja